# Too Much Too Young (musical)
Too Much Too Young is een musical uit 1995 van de Ierse toneelregisseur Anto Nolan. Hoewel de titel is ontleend aan een nummer van de Britse ska-band The Specials vormt een concert van Madness het uitgangspunt.

## Plot
Drie fans bezoeken het concert dat Madness op 8 mei 1980 in Dublin geeft. Als ze vijftien jaar later een reünie houden blijkt hoezeer ze uit elkaar zijn gegroeid; een van de drie is een succesvol zakenman in de Verenigde Staten geworden terwijl de andere twee in het verleden zijn blijven hangen, en dat wil nog weleens spanningen opleveren.
De musical werd voor weinig geld is gemaakt en was gedurende de zomer van 1995 in de Ierse hoofdstad te zien. Madness-leden Lee Thompson (saxofonist) en Carl 'Chas Smash' Smyth (tweede zanger) kwamen uit Londen overgevlogen om de voorstelling van 24 juli bij te wonen. 